# Qiandegen Chagan
Qiandegen Chagan (chiń. upr. 钱德根查干; pinyin Qiándégēn Chágàn; ur. 20 lipca 1994) – chińska zapaśniczka walcząca w stylu wolnym. Zajęła dziesiąte miejsce na mistrzostwach świata w 2022. Brązowa medalistka mistrzostw Azji w 2016. Druga w Pucharze Świata 2022 i trzecia w 2019 roku.